# NGC 2038
NGC 2038 је расејано звездано јато у сазвежђу Трпеза које се налази на NGC листи објеката дубоког неба.
Деклинација објекта је - 70° 33' 47" а ректасцензија 5h 34m 42,4s. Привидна величина (магнитуда) објекта NGC 2038 износи 11,9. NGC 2038 је још познат и под ознакама ESO 56-SC158.